# Alexis Mamboury
Alexis Mamboury, né à Signy le 12 juin 1886 et mort le 22 août 1925, est un pasteur, théologien et aumônier vaudois.

## Biographie
Dès 1897, il suit le collège de Nyon, avant d'effectuer un séjour linguistique et d'obtenir sa maturité à Schiers (1902 à 1907). Alexis Mamboury fait des études de théologie d'avril 1907 à juillet 1910. Il passe un hiver à Rome (1910-1911). 
En 1911, Alexis Mamboury est envoyé comme suffragant à Bullet, puis installé comme pasteur titulaire à Sainte-Croix. En septembre 1918, il emménage à la Cure de Suchy. 
Alexis Mamboury devient aumônier à Saint-Loup en novembre 1923.
Alexis Mamboury meurt le 22 août 1925. Il est enterré dans le cimetière de Pompaples, dans la partie réservée aux sœurs de Saint-Loup. Il nous laisse un Journal retraçant quelques années importantes de sa vie (1906-1911).

## Sources
- « Alexis Mamboury », sur la base de données des personnalités vaudoises sur la plateforme « Patrinum » de la Bibliothèque cantonale et universitaire de Lausanne.
- Alexis Mamboury, Journal d'un étudiant en théologie 1906-1911.